# 発明学会
一般社団法人発明学会（はつめいがっかい）は、「発明を奨励し、科学技術の振興と産業の発展に寄与すること」を目的とする。元文部科学省所管。

## 概要
特許等の産業財産権の普及を目的とする社団法人として、名称もよく似た発明協会があるが、発明協会が企業や個人などの幅広い会員を有し、日本弁理士会や特許庁等と協力しつつ事業を行っているのに対して、発明学会の会員は個人発明家や中小の企業が中心であり、日本弁理士会や文部科学省、特許庁との協力関係もない。
1954年8月に財団法人国民工業振興会の事業部として開設された発明講習所を母体とし、1960年4月に独立して発明学会と改称した。その後、1961年7月には東京都認可の社団法人となり、1972年4月には、科学技術庁（現文部科学省）認可の社団法人となっている。
発明学会の初代会長である豊澤豊雄は、1946年（昭和21年）から2期にわたり衆議院議員を務め、1973年には藍綬褒章を受章している。
発明学会は1992年に「一人一発明研究登録」と称して、知的所有権（著作権）の登録事業を開始した。この事業は、認可を受けた社団法人としての定款にない事業であった。また、発明について著作権の登録をしても、特許を取得した場合のような独占的な権利が得られるわけではないにもかかわらず、間違った認識を与えて、登録料を徴収し、特許等による保護の機会を失わせる恐れもあるものであった。
このため、科学技術庁の指導により、発明学会は「一人一発明研究登録」を止め、1993年1月には豊澤が「株式会社知的所有権協会」を設立して、商行為として知的所有権（著作権）登録を行うこととなった。豊澤は、知的所有権（著作権）登録をめぐって日本弁理士会より刑事告発を受け、これを名誉毀損であるとして民事訴訟を起こしたが、2002年に敗訴が確定している。
現在、発明学会は、著作権登録は「知的所有権協会」が行っている業務であって、発明学会は「知的所有権協会」とは無関係であるとしている。

## その他
発明学会会長、中本繁実、第113回NMBとまなぶくん「ヒョンなことから一攫千金!意外な発明に迫る!」に出演。